# Bruce Babbitt
Pour les articles homonymes, voir Babbitt.
Bruce Edward Babbitt, né le 27 juin 1938 à Flagstaff (Arizona), est un avocat et homme politique américain. Membre du Parti démocrate, il est gouverneur de l’Arizona entre 1978 à 1987 puis secrétaire à l’Intérieur entre 1993 et 2001 dans l'administration du président Bill Clinton.

## Biographie
En 1988, il est un candidat aux primaires démocrates pour l'élection présidentielle.
Durant le mandat de Clinton, son nom est cité par deux fois pour remplacer un juge de la Cour suprême des États-Unis. Il est désigné comme survivant désigné en 1993.